# Coppa Intertoto 1981
La Coppa Intertoto 1981, detta anche Coppa d'Estate 1981, è stata la quindicesima edizione di questa competizione (la ventunesima, contando anche quelle della Coppa Rappan) gestita dalla SFP, la società di scommesse svizzera.
Non era prevista la fase finale fra le vincitrici della fase a gironi della fase estiva. Le squadre che si imponevano nei singoli raggruppamenti venivano considerate tutte vincenti a pari merito e ricevevano, oltre ad un piccolo trofeo, un cospicuo premio in denaro.

## Partecipanti
| Nazione                   | Squadra                                                | Campionato | Note |
| ------------------------- | ------------------------------------------------------ | --- | --- |
| Germania (bandiera)       | Duisburg Werder Brema Hertha Berlino Kickers Stoccarda | 12º campionato di Germania Ovest 1980-81 1º 2. Fußball-Bundesliga Girone Nord 1980-1981 3º 2. Fußball-Bundesliga Girone Nord 1980-1981 3º 2. Fußball-Bundesliga Girone Sud 1980-1981 | |
| Austria (bandiera)        | Sturm Graz LASK Wiener Sport-Club SSW Innsbruck        | Vicecampione d'Austria 1980-81 7º campionato d'Austria 1980-81 8º campionato d'Austria 1980-81 1º Erste Liga d'Austria 1980-81                                                       | |
| Belgio (bandiera)         | Standard Liegi RWD Molenbeek Anversa RFC Liégeois      | 3º campionato del Belgio 1980-81 7º campionato del Belgio 1980-81 9º campionato del Belgio 1980-81 12º campionato del Belgio 1980-81                                                 | Vincitrice della Coppa Intertoto Girone 1 nell'anno precedente |
| Cecoslovacchia (bandiera) | Bohemians Praga Sparta Praha RH Cheb Zbrojovka Brno    | 3º campionato di Cecoslovacchia 1980-81 4º campionato di Cecoslovacchia 1980-81 6º campionato di Cecoslovacchia 1980-81 12º campionato di Cecoslovacchia 1980-81                     | Vincitrice della Coppa Intertoto Girone 2 nell'anno precedente Vincitrice della Coppa Intertoto Girone 4 nell'anno precedente                                     |
| Svizzera (bandiera)       | Zurigo Grasshoppers Young Boys FC Luzern               | Campione di Svizzera 1980-81 Vicecampione di Svizzera 1980-81 4º campionato di Svizzera 1980-81 9º campionato di Svizzera 1980-81                                                    | |
| Svezia (bandiera)         | Öster Malmö FF IFK Göteborg IK Brage                   | Campione di Svezia 1980 Vicecampione di Svezia 1980 3º campionato di Svezia 1980 4º campionato di Svezia 1980                                                                        | Vincitrice Coppa di Svezia 1979-80, Vincitrice della Coppa Intertoto Girone 7 nell'anno precedente Vincitrice della Coppa Intertoto Girone 8 nell'anno precedente |
| Danimarca (bandiera)      | KB Næstved OB Odense Aarhus                            | Campione di Danimarca 1980 Vicecampione di Danimarca 1980 3º campionato di Danimarca 1980 4º campionato di Danimarca 1980                                                            | |
| Israele (bandiera)        | Hapoel Tel Aviv Maccabi Netanya                        | Campione d'Israele 1980-81 10º campionato d'Israele 1980-81 | Vincitrice della Coppa Intertoto Girone 3 nell'anno precedente |
| Bulgaria (bandiera)       | Spartak Pleven Marek Dupnica                           | 5º campionato di Bulgaria 1980-81 8º campionato di Bulgaria 1980-81 | |
| Jugoslavia (bandiera)     | Budućnost                                              | 6º campionato di Jugoslavia 1980-81 | |
| Norvegia (bandiera)       | Bryne IL Viking                                        | Vicecampione della Norvegia 1980 4º campionato della Norvegia 1980 | |
| Paesi Bassi (bandiera)    | Willem II                                              | 10º campionato d'Olanda 1980-81 | |

## Squadre partecipanti
La fase a gironi del torneo era composta da nove gruppi di quattro squadre ciascuno, le squadre che si imponevano nei singoli raggruppamenti venivano considerate tutte vincenti a pari merito.
Rispetto alla Coppa dell'edizione precedente, le squadre della Polonia non partecipano.
- In giallo le vincitrici dei gironi.

| Girone | Austria       | Belgio         | Bulgaria       | Cecoslovacchia      | Danimarca | Germania Ovest    | Israele         | Jugoslavia | Norvegia | Paesi Bassi | Svezia       | Svizzera     |
| 1      | Wiener SC     | RFC Liégeois   | -              | -                   | -         | -                 | Maccabi Netanya | -          | -        | -           | -            | -            |
| 1      | Wiener SC     | RFC Liégeois   | -              | -                   | -         | -                 | Hapoel Tel Aviv | -          | -        | -           | -            | -            |
| 2      | Sturm Graz    | Standard Liegi | -              | -                   | KB        | Duisburg          | -               | -          | -        | -           | -            | -            |
| 3      | -             | -              | Spartak Pleven | -                   | -         | Werder Brema      | -               | -          | -        | -           | Malmö FF     | Zurigo       |
| 4      | SSW Innsbruck | -              | -              | -                   | Odense    | -                 | -               | Budućnost  | -        | -           | Öster        | -            |
| 5      | LASK          | -              | -              | Zbrojovka Brno      | Aarhus    | -                 | -               | -          | -        | -           | Brage        | -            |
| 6      | -             | RWD Molenbeek  | -              | Sparta Praga        | -         | -                 | -               | -          | Bryne    | -           | -            | Young Boys   |
| 7      | -             | -              | -              | Bohemians ČKD Praga | -         | Hertha Berlino    | -               | -          | -        | -           | IFK Göteborg | Grasshoppers |
| 8      | -             | -              | Marek Dupnica  | -                   | -         | Kickers Stoccarda | -               | -          | Viking   | Willem II   | -            | -            |
| 9      | -             | Anversa        | -              | RH Cheb             | Næstved   | -                 | -               | -          | -        | -           | -            | Lucerna      |

## Risultati
Date: 27 giugno (1ª giornata), 4 luglio (2ª giornata), 11 luglio (3ª giornata), 18 luglio (4ª giornata), 25 luglio (5ª giornata) e 1º agosto 1981 (6ª giornata).

### Girone 1
| Squadra         | Pti | G | V | N | P | GF | GS | DR  |
| --------------- | --- | - | - | - | - | -- | -- | --- |
| Wiener SC       | 9   | 6 | 4 | 1 | 1 | 12 | 7  | +5  |
| RFC Liégeois    | 7   | 6 | 3 | 1 | 2 | 13 | 10 | +3  |
| Maccabi Netanya | 6   | 6 | 2 | 2 | 2 | 11 | 9  | +2  |
| Hapoel Tel Aviv | 2   | 6 | 0 | 2 | 4 | 6  | 16 | −10 |

|           | WSC | Lie | Mac | Hap |
| --------- | --- | --- | --- | --- |
| Wiener SC |     | 3-1 | 2-0 | 3-1 |
| Liegi     | 3-0 |     | 3-2 | 4-1 |
| Maccabi   | 1-1 | 3-1 |     | 1-1 |
| Hapoel    | 1-3 | 1-1 | 1-4 |     |

### Girone 2
| Squadra        | Pti | G | V | N | P | GF | GS | DR |
| -------------- | --- | - | - | - | - | -- | -- | -- |
| Standard Liegi | 9   | 6 | 3 | 3 | 0 | 12 | 3  | +9 |
| KB             | 6   | 6 | 2 | 2 | 2 | 6  | 8  | −2 |
| Sturm Graz     | 5   | 6 | 1 | 3 | 2 | 6  | 9  | −3 |
| Duisburg       | 4   | 6 | 0 | 4 | 2 | 3  | 7  | −4 |

|          | Sta | KB  | Stu | Dui |
| -------- | --- | --- | --- | --- |
| Standard |     | 4-0 | 4-1 | 2-0 |
| KB       | 1-1 |     | 0-1 | 1-1 |
| Sturm    | 1-1 | 1-2 |     | 1-1 |
| Duisburg | 0-0 | 0-2 | 1-1 |     |

### Girone 3
| Squadra        | Pti | G | V | N | P | GF | GS | DR |
| -------------- | --- | - | - | - | - | -- | -- | -- |
| Werder Brema   | 11  | 6 | 5 | 1 | 0 | 15 | 6  | +9 |
| Malmö FF       | 6   | 6 | 2 | 2 | 2 | 7  | 7  | 0  |
| Spartak Pleven | 4   | 6 | 2 | 0 | 4 | 9  | 11 | −2 |
| Zurigo         | 3   | 6 | 1 | 1 | 4 | 7  | 14 | −7 |

|         | Wer | Mal | Spa | Zur |
| ------- | --- | --- | --- | --- |
| Werder  |     | 1-0 | 1-0 | 3-1 |
| Malmö   | 2-2 |     | 3-1 | 2-1 |
| Spartak | 2-3 | 2-0 |     | 4-1 |
| Zurigo  | 1-5 | 0-0 | 3-0 |     |

### Girone 4
| Squadra       | Pti | G | V | N | P | GF | GS | DR |
| ------------- | --- | - | - | - | - | -- | -- | -- |
| Budućnost     | 8   | 6 | 3 | 2 | 1 | 12 | 7  | +5 |
| Odense        | 7   | 6 | 2 | 3 | 1 | 11 | 9  | +2 |
| Öster         | 5   | 6 | 2 | 1 | 3 | 7  | 9  | −2 |
| SSW Innsbruck | 4   | 6 | 1 | 2 | 3 | 9  | 14 | −5 |

|           | Bud | Ode | Öst | Inn |
| --------- | --- | --- | --- | --- |
| Budućnost |     | 4-2 | 3-1 | 1-2 |
| Odense    | 1-1 |     | 3-0 | 1-1 |
| Öster     | 0-0 | 0-1 |     | 4-1 |
| Innsbruck | 1-3 | 3-3 | 1-2 |     |

### Girone 5
| Squadra        | Pti | G | V | N | P | GF | GS | DR |
| -------------- | --- | - | - | - | - | -- | -- | -- |
| Aarhus         | 9   | 6 | 4 | 1 | 1 | 9  | 7  | +2 |
| Zbrojovka Brno | 6   | 6 | 2 | 2 | 2 | 11 | 10 | +1 |
| LASK           | 6   | 6 | 2 | 2 | 2 | 9  | 10 | −1 |
| Brage          | 3   | 6 | 1 | 1 | 4 | 6  | 8  | −2 |

|           | Aar | Zbr | Lin | Bra |
| --------- | --- | --- | --- | --- |
| Aarhus    |     | 4-2 | 1-0 | 2-1 |
| Zbrojovka | 3-0 |     | 2-3 | 2-1 |
| Linz      | 1-1 | 2-2 |     | 3-1 |
| Brage     | 0-1 | 0-0 | 3-0 |     |

### Girone 6
| Squadra          | Pti | G | V | N | P | GF | GS | DR |
| ---------------- | --- | - | - | - | - | -- | -- | -- |
| RWD Molenbeek    | 8   | 6 | 3 | 2 | 1 | 10 | 7  | +3 |
| Bryne            | 6   | 6 | 2 | 2 | 2 | 5  | 6  | −1 |
| Sparta ČKD Praga | 5   | 6 | 2 | 1 | 3 | 8  | 8  | 0  |
| Young Boys       | 5   | 6 | 2 | 1 | 3 | 4  | 6  | −2 |

|            | Mol | Bry | Spa | Y.B |
| ---------- | --- | --- | --- | --- |
| Molenbeek  |     | 2-1 | 2-2 | 3-1 |
| Bryne      | 0-0 |     | 0-3 | 0-0 |
| Sparta     | 3-2 | 0-2 |     | 0-1 |
| Young Boys | 0-1 | 1-2 | 1-0 |     |

### Girone 7
| Squadra             | Pti | G | V | N | P | GF | GS | DR  |
| ------------------- | --- | - | - | - | - | -- | -- | --- |
| IFK Göteborg        | 10  | 6 | 5 | 0 | 1 | 12 | 6  | +6  |
| Hertha Berlino      | 8   | 6 | 4 | 0 | 2 | 12 | 6  | +6  |
| Bohemians ČKD Praga | 6   | 6 | 3 | 0 | 3 | 10 | 8  | +2  |
| Grasshoppers        | 0   | 6 | 0 | 0 | 6 | 5  | 19 | −14 |

|              | Göt | Her | Boh | Gra |
| ------------ | --- | --- | --- | --- |
| Göteborg     |     | 1-0 | 2-1 | 2-1 |
| Hertha       | 1-2 |     | 2-0 | 5-1 |
| Bohemians    | 2-1 | 1-2 |     | 3-1 |
| Grasshoppers | 1-4 | 1-2 | 0-3 |     |

### Girone 8
| Squadra           | Pti | G | V | N | P | GF | GS | DR  |
| ----------------- | --- | - | - | - | - | -- | -- | --- |
| Kickers Stoccarda | 10  | 6 | 4 | 2 | 0 | 13 | 4  | +9  |
| Viking            | 8   | 6 | 3 | 2 | 1 | 8  | 7  | +1  |
| Willem II         | 6   | 6 | 2 | 2 | 2 | 11 | 10 | +1  |
| Marek Dupnica     | 0   | 6 | 0 | 0 | 6 | 2  | 13 | −11 |

|           | Kic | Vik | Wil | Mar |
| --------- | --- | --- | --- | --- |
| Kickers   |     | 4-0 | 3-1 | 2-0 |
| Viking    | 0-0 |     | 2-2 | 3-0 |
| Willem II | 3-3 | 0-1 |     | 4-1 |
| Marek     | 0-1 | 1-2 | 0-1 |     |

### Girone 9
| Squadra | Pti | G | V | N | P | GF | GS | DR  |
| ------- | --- | - | - | - | - | -- | -- | --- |
| RH Cheb | 8   | 6 | 3 | 2 | 1 | 15 | 9  | +6  |
| Anversa | 7   | 6 | 3 | 1 | 2 | 12 | 7  | +5  |
| Næstved | 7   | 6 | 3 | 1 | 2 | 7  | 8  | −1  |
| Lucerna | 2   | 6 | 0 | 2 | 4 | 6  | 16 | −10 |

|         | RHC | Anv | Næs | Luc |
| ------- | --- | --- | --- | --- |
| RH Cheb |     | 2-0 | 1-1 | 6-0 |
| Anversa | 4-1 |     | 0-1 | 2-2 |
| Næstved | 2-3 | 0-3 |     | 1-0 |
| Lucerna | 2-2 | 1-3 | 1-2 |     |